# Melissodes rivalis
Melissodes rivalis es una especie de abeja del género Melissodes, tribu Eucerini, familia Apidae. Fue descrita científicamente por Cresson en 1872.

## Descripción
Mide 17 milímetros de longitud.

## Distribución
Se distribuye por México, Canadá y Estados Unidos.